# Bettie Page
Bettie Mae Page (Nashville, Tennessee, 22 de abril de 1923-Los Ángeles, California, 11 de diciembre de 2008) fue una modelo estadounidense, que revolucionó la moda y el erotismo mundial. "Fue el rostro más conocido dentro de la cultura rockabilly, su flequillo y su estética la convirtieron en un ícono de la década de los 50 que sigue estando presente en la cultura pop". Famosa por sus fotos fetiche y reconocida como "la reina del pin-up", su aspecto, ha influido a varias artistas hasta el día de hoy.
Fue una de las playmates del año para la revista Playboy. «Creo que fue una mujer notable, un icono de la cultura pop que ejerció su influencia sobre la sexualidad y las tendencias en la moda, alguien que provocó un tremendo impacto en nuestra sociedad», dijo el fundador de Playboy, Hugh Hefner, a Associated Press.
Los últimos años de su vida estuvieron marcados por la depresión y por violentos cambios de humor, pasando algunos años en una institución psiquiátrica. En los años 1960 se convirtió al cristianismo y sirvió en una misión bautista en Angola. Tras años de olvido, su popularidad experimentó un resurgimiento en los años 1980 manteniendo un significativo número de seguidores.

## Biografía
Nacida el 22 de abril de 1923 en Nashville, Tennessee. Bettie (deletreado "Betty" en su certificado de nacimiento) Mae Page fue la segunda de seis hijos nacidos de Walter Roy Page (1896-1964) y Edna Mae Pirtle (1901-1986). La familia disponía de escasos recursos económicos, se mudaban con frecuencia y desde pequeña Page tuvo que encargarse del cuidado de sus hermanos. Su vida fue difícil. Fueron criados en el seno de la Iglesia. Page tenía el gran atractivo e inteligencia de sus padres, una bendición solo a medias. Su madre no le tenía cariño y su padre abusaba de ella.
Page y sus dos hermanas fueron fanáticas de las películas y les fascinaba actuar las escenas memorables de cualquier "show de películas" que hubieran visto. "He sido una fanática de las películas toda mi vida" dijo Page, "así es como aprendí a posar, cuando mis hermanas pequeñas me pedían que imitara a las estrellas que veíamos en revistas y periódicos". Experimentaban con diversos estilos de peinado y maquillaje. A temprana edad, Page empezó a coser en el centro comunitario local, una habilidad que practicaría en los años venideros cuando fabricara sus vestidos, lencería y bikinis para usar cuando posaba. Fue la segunda mejor de su clase de secundaria. Fue también directora del club de teatro, secretaria-tesorera del consejo estudiantil, coeditora del periódico escolar y del anuario, y votada como "la más propensa a triunfar" por sus compañeros.
Los celos de su madre le costaron a Page una beca para la Universidad Vanderbilt. A cambio, se ganó una Licencia en Artes en la Universidad de Peabody, en Tennessee. Era poco común que una mujer lograra tales cosas en aquella época. Trató de ser maestra, pero su infartante aspecto le hizo imposible que sus alumnos atendieran a algo más que a su atractivo. "No podía controlar a mis alumnos", decía con un irresistible guiño. "¡Especialmente a los hombres!". Dos décadas después, Page volvería a Peabody a trabajar en un grado de máster.
Se mudó de Tennessee a San Francisco, tomando el primero de muchos trabajos como secretaria, pero ella soñaba con el estrellato del cine (sus favoritos eran Gregory Peck y Bette Davis). Además, esperaba obtener una oportunidad como modelo. En su primer trabajo ante las cámaras fotográficas, Bettie Page estaba más que vestida: usó abrigos de piel.
A donde fuera, hiciera lo que hiciera, la gente se distraía y tropezaba a causa de su imagen: la sonrisa pícara, el cabello negro, la figura impecable. Finalmente, en 1945, una de estas personas le consiguió una audición, esperanzada en visitar Hollywood donde, desafortunadamente, 20th Century Fox no manejó bien su prueba de cámara. "Me peinaron y maquillaron para que me viera como una caricatura de Joan Crawford" recordaba en su acento sureño que nunca perdió y del que Hollywood se quejó. "Era horrible. Hicieron la prueba para mí; apenas me podía reconocer". Huyó del lugar cuando un productor le prometió una lucrativa carrera en el cine a cambio de sexo. "No me gustaban sus miradas" dijo Page. "No me hubiera acostado con él de todas formas. ¡Era un fenómeno! Condujo en su gran auto y me regañó: ¡te arrepentirás! No lo hice".
Tampoco estuvo interesada en las atenciones del extravagante director, aviador e inventor Howard Hughes, quien también la persiguió. Hughes la telefoneaba y tenía a su equipo llamándola repetidas veces, con la excusa de querer fotografiar a la deliciosa modelo. Ella declinó cada oferta: "Nunca devolví llamada alguna", dijo la laureada pin-up. "Creo que la gente puede decir que cometí un error. Pero el sexo es parte del amor, y no deberías hacerlo en todos lados a menos que estés enamorado. Ciertamente yo no lo hice".
Más de alguna vez admitió que no pudo responder a un telegrama del jefe de los estudios, Jack Warner, para hacer una segunda prueba de cámara en Warner Bros., siendo este el error que más lamentó en su vida. Pero su primer esposo, Billy Neal, volvía de la guerra en el Pacífico Sur, y Page estaba centrada en tratar de salvar un matrimonio que se derrumbaba.
Durante los siguientes años Page viajó de San Francisco a Nashville, a Miami, incluso a Puerto Príncipe (Haití) donde quedó fascinada por el país y su cultura. En noviembre de 1947 regresó a Estados Unidos y solicitó el divorcio.

## Carrera de modelo
Tras divorciarse de Neal trabajó brevemente en San Francisco y en Haití, instalándose finalmente en Nueva York en donde confiaba encontrar trabajo como actriz. Durante ese tiempo trabajó como secretaria. Un día de 1950, durante un paseo por la playa de Coney Island, Page conoció a un oficial de policía llamado Jerry Tibbs. Él estaba interesado en la fotografía, ella aspiraba a ser modelo y Tibbs le tomó algunas fotos y la ayudó a crear su primer portafolio pin-up.
A finales de los años 40, los conocidos como "clubs de fotografía" se formaron, como medio para eludir las restricciones legales en la producción de fotografías de desnudos. Estos clubs existían para promover la fotografía artística, pero muchos eran tapaderas para encubrir la creación de pornografía.
Con su atractiva figura y rostro, inocentemente y de modo quizá inevitable, se vio arrastrada al mundo del "cheesecake" modelando risueñamente, donde Page era prolífica. Casi inmediatamente se convirtió en una cara y figura reconocida, adornando publicaciones como Wink, Eyeful, Sir!, He, She, Jest, Bare, Stare, Gaze, Vue, Titter, Sunbathing, Beauty Parade, Chicks and chuckles y muchas otras. Sus sugerentes fotografías decoraban oficinas, casilleros, garajes y toda clase de habitaciones alrededor del mundo, como una nueva marca de papel tapiz Bettie Page. Su imagen en todos lados atrajo la atención mundial.
Posando para estas fotografías (algunas por la aclamada fotógrafa de modas Bunny Yeager), muchos de los testigos de las mismas recuerdan como Page parecía comandar las mismas como si de un director de cine se tratase. Sin pretenderlo y sin darse cuenta, porque su ingenuidad y personalidad dominante hacían de Page la fuerza creadora que controlaba mucho de su trabajo.
"Generalmente posaba feliz, y eso parecía transmitirse en las fotografías" explicaba Page.
"Nadie sabía esto, pero solía imaginarme que el de la cámara era mi novio y yo estaba haciéndole el amor. Era entretenido bromear con el chico con la cámara hasta que él estaba sincronizado con el humor del que estaba yo ese día"
Desde 1952 hasta 1957 posó para el fotógrafo Irving Klaw para fotografías a pedido vía correo con temática pin-up, bondage o sadomasoquista, convirtiéndola en la primera modelo de bondage famosa. Klaw también usó a Page en docenas de cortos en blanco y negro de 8 y 16 mm, filmes "especiales" encargados por clientes específicos. Estas apariciones silentes mostraban a mujeres vestidas en lencería y tacones altos, actuando en escenarios fetichistas de abducción, dominación y entrenamiento de esclavos con bondage, nalgadas y trajes de cuero y ataduras. Page alternaba entre interpretar a una severa dominatrix y una víctima atada de pies y manos. Klaw también produjo una línea de instantáneas tomadas durante estas sesiones. Algunas se han convertido en imágenes icónicas, como la más vendida foto de Page, mostrada amordazada y atada en una red de cuerdas del film "Leopard Bikini Bound". Aunque estas producciones clandestinas tenían el mismo estilo crudo y tipo de distribución que la pornografía de la época, los filmes solo con mujeres de Klaw (e instantáneas) nunca mostraron desnudez o contenido sexual explícito.
En la época en que Marilyn Monroe estudiaba actuación en el Actors Studio, Page hacía lo mismo en el renombrado Herbert Berghof Studios a tan solo unas cuadras de distancia. "No estaba tratando de ser una actriz en ese tiempo, pero quería ver si realmente podía actuar o no".
Esto le proporcionó diversos papeles en teatro y televisión. Apareció en el "The United States Hour" y el "Jackie Gleason show". Sus producciones fuera de Broadway incluyeron "Time Is A Thief" y "Sunday Costs Five Pesos". Page actuó y bailó en el film revisteril "Striporama" por Jerald Intrator. Se le dio un breve papel hablado, la única vez que su voz ha sido capturada en film. Luego apareció en otras dos películas de este tipo por Irving Klaw ("Teaserama" y "Varietease"). Mostraban exóticas rutinas de baile y viñetas por Page y conocidas artistas del estriptis como Lili St. Cyr y Tempest Storm. Los tres filmes fueron medianamente riesgosos, pero ninguno mostró desnudez o alto contenido sexual.
Finalmente la respuesta a su pregunta se transformó en un rotundo "no". El actor Robert Culp le enseñó algunas clases a Page, e hizo un único dramático acto con ella. El título era "Dark lady of the sonnets". "Aspiraba a mucho más de lo que podía", recordaba Culp, "era simpática, pero no era una actriz, y de continuar, su fuerte acento sureño hubiera sido un gran problema".
Berghof y su esposa, Uta Hagen (ambos famosos exponentes del método Stanislavsky de actuación) estaban impresionados por una escena, sin embargo, le preguntaron a Page qué era lo que expresaba sobre la base de sus experiencias para lograr la sensación de remordimiento y trágica realidad que proyectaba en escenario. Page les respondió "Pensaba en todas las cosas terribles que he hecho y cómo Dios me iba a castigar por todos mis pecados."
En 1954, durante uno de sus peregrinajes anuales a Miami (Florida) Page conoció a los fotógrafos Jan Caldwell, H. W. Hannau y Bunny Yeager. Para la época, Page era la mejor modelo pin-up de New York. Yeager, una exmodelo y aspirante a fotógrafo, contrató a Page para una sesión de fotos en el ahora cerrado "Wildlife Park Africa USA" en Boca Ratón, Florida. Las fotografías selváticas de Bettie de esta sesión están entre sus más celebradas. Ellas incluyen tomas de desnudos con un par de leopardos llamados Mojah y Mbili. La tela estampada como piel de leopardo del traje Jungle girl que usó, así como muchas de sus tenidas, fueron hechas por Page. Una amplia colección de las fotos de Yeager y Klaw fueron publicadas en el libro "Bettie Page confidential" (St. Martin's Press, 1994)
Luego de que Yeager enviara las fotos de Page al fundador de Playboy, Hugh Hefner, él seleccionó una para la fotografía central de la "Playmate del mes" en enero de 1955. La famosa foto muestra a Page, vistiendo solo un gorro de Santa Claus, arrodillada frente a un árbol de Navidad, sosteniendo un adorno y guiñando un ojo a la cámara.
En 1955, Bettie ganó el título "Miss Pinup Girl of the World". También se le conoció como la "Reina de las curvas" y "El ángel negro". Mientras que las modelos pin-up y glamour frecuentemente tenían carreras que duraban meses, Page estuvo en demanda por varios años, continuando su carrera de modelo hasta 1957. Nunca apareció en escenas con contenido sexual explícito, aunque frecuentemente posaba desnuda.
Las razones conocidas para su alejamiento del modelaje varían. Algunos mencionan las audiencias de Kafauver en el Subcomité de Delincuencia Juvenil del Senado, después de que un joven aparentemente muriera en una sesión de bondage que, se rumoraba, inspirada por Page; que terminó con el negocio de fotografías de bondage y S&M de Klaw. De hecho, el Congreso de los EE. UU. la llamó para testificar y explicar las fotos en las que ella aparecía. Mientras fue excusada de comparecer ante el comité, los negativos de muchas de sus fotos fueron destruidos por orden judicial. Durante muchos años los negativos sobrevivientes fueron ilegales de reproducir. Sin embargo, la razón más obvia para terminar su carrera y muchos de sus contactos con su vida anterior fue su conversión al cristianismo, mientras vivía en Key West, Florida en 1959, en combinación con los juicios de 1957.
|  |  |

## Vida fuera del ojo público
En la víspera de año nuevo de 1958, durante una de sus visitas regulares a Key West, Florida, Page fue a un servicio en el ahora Templo Bautista de la Iglesia de Key West. Se encontró atraída por el ambiente multirracial y asistía de forma regular. Con el tiempo iría a tres escuelas bíblicas: el Instituto de la Biblia de Los Ángeles; la escuela bíblica de Multnomah en Portland, Oregón; y brevemente a un retiro cristiano denominado "Bibletown", parte de la comunidad cristiana de la iglesia de Boca Ratón, en Florida.
Mantuvo una relación con el diseñador industrial Richard Arbib en los años 50. Luego se casó con Armond Walterson en 1958. Se divorciaron en 1963.
Durante los años 60, trató de convertirse en una misionera cristiana en África, pero fue rechazada por haberse divorciado. Durante los años siguientes trabajó para varias organizaciones cristianas antes de establecerse en Nashville en 1963. Trabajó a tiempo completo para el Reverendo Billy Graham.
Se casó por segunda vez, y brevemente, con su primer esposo; quien la ayudó a ganar un puesto en trabajos misionarios; sin embargo, se divorciaron poco tiempo después. Ella regresó a Florida en 1967, en donde se casó nuevamente con Harry Lear, pero este matrimonio terminó en divorcio en 1972.
Luego se mudó a California del Sur en 1979. Tuvo un colapso nervioso y un altercado con su casera. Los doctores la diagnosticaron de esquizofrenia aguda y fue internada 20 meses en un hospital psiquiátrico en San Bernardino, California.
Después de otro altercado con otro casero, fue arrestada por agresión, pero inocente por locura y fue puesta bajo supervisión estatal durante 8 años. Fue dada de alta del Patton State Hospital en 1992 en el condado de San Bernardino.
Un culto de fanáticos se creó a su alrededor durante los años 80, del cual ella no estaba al tanto. Esta renovada atención estaba focalizada en su trabajo como modelo de lencería más que en aquellas que mostraban parafilias, y se ganó cierta redención por parte de la gente y estatus popular como ícono de la erótica de una nueva era. Esta atención también elevó la pregunta en sus nuevos hinchas acerca de su paradero después de los años 50. La edición de 1990 del popular "Book of Lists" incluye a Page en una lista de las 11 más famosas celebridades que parecen haberse desvanecido de la faz de la Tierra.

## Revival
En 1976, Eros Publishing Co. publicó "A nostalgic look at Bettie Page", una mezcla de fotos de los años 1950. Entre 1978 y 1980, Belier Press publicó 4 volúmenes de Bettie Page: Private peeks, reimpresiones de fotografías del club de fotografía privado, que reintrodujeron a Page a un nuevo pero pequeño grupo de seguidores. En 1983, London Enterprises lanzó "In praise of Bettie Page", un nostálgico ítem para coleccionistas, reimprimiendo fotografías del club de fotografía y una vieja sesión de "pelea de gatas".
Al inicio de los años 1980, el artista del cómic Dave Stevens basó el interés romántico de su héroe Cliff Secord (alias "The Rocketeer") en Page. En 1987, Greg Theakson comenzó un fanzine llamado "The Betty Pages" y recontó historias sobre su vida, particularmente los días del club de fotografía. Los próximos 7 años, la revista revivió el interés mundial en Page. Las mujeres tiñeron su cabello y lo cortaron con flequillo, en un intento de emular al "ángel negro". Los medios se vieron envueltos en el fenómeno y escribieron numerosos artículos sobre ella, muchas veces con la ayuda de Theakston. Dado que la mayoría de sus fotografías fueron incluidas en el dominio público, oportunistas lanzan productos con su imagen y se aprovecharon de la batahola creada.
En 1993 en una entrevista telefónica con "Estilo de vida de los ricos y famosos", Page dijo al presentador Robin Leach que no estaba al tanto del resurgimiento de su popularidad, diciendo que estaba "sin un centavo e infame". Entertainment Tonight produjo un segmento sobre ella. Page, que vivía en un hogar comunitario en Los Ángeles, se sorprendió al ver el reportaje de Entertainment Tonight, al no saber que se había vuelto famosa nuevamente. Greg Theakston la contactó y la entrevistó largamente para el "Betty Page Annuals V.2"
Al poco tiempo, Page firmó con el agente James Swanson de Chicago. Tres años después, casi sin un centavo y sin recibir beneficios, Page despidió a Swanson y firmó con Curtis Management Group, una compañía que también representaba los bienes de Marilyn Monroe. Entonces fue que comenzó a recibir ganancias aseguraron su estabilidad económica.
Después de que Jim Silke hiciera un cómic de gran formato con un personaje parecido a ella, Dark Horse Comics publicó un cómic basado en sus aventuras ficticias en los años 1990. Eros Comics publicó diversos títulos de Bettie Page, siendo la más popular la tira titulada "Tor love Bettie", que sugería un romance entre Page y el luchador convertido en actor de filmes de Ed Wood, Tor Johnson.
La pregunta sobre lo que Page hizo en los años oscuros luego de modelar fue respondida, en parte, con la publicación de una biografía oficial en 1996: "Bettie Page: la vida como una leyenda del pinup". Ese año, Bettie Page concedió una entrevista en exclusiva, cara a cara con el reportero de espectáculos Tim Estiloz, en un programa matutino de NCB y para ayudar a publicitar el libro. La entrevista contuvo reminiscencias de su carrera y relatos de anécdotas sobre su vida personal, así como fotos de su colección personal. A petición de Page, su cara no fue mostrada. La entrevista solo se transmitió una vez.
Otra biografía "La verdadera Bettie Page: la verdad sobre la reina de las Pinup", escrita por Richard Foster y publicada en 1997; mostró una historia distinta al cuento de hadas. El libro de Foster provocó inmediatamente ataques de sus fanes, incluyendo Hefner y Harlan Ellison, así como un comunicado de Page denunciando que estaba "lleno de mentiras", porque ellos no estaban felices de que el libro revelara que un oficial de policía de Los Ángeles había reportado que Page sufría de esquizofrenia paranoide y que a la edad de 56 años, había apuñalado a sus caseros ancianos en la tarde del 19 de abril de 1979, en un ataque no provocado durante un arranque de locura. Sin embargo, Steve Brewster, fundador del fanes club de Scouts de Bettie, ha declarado que no es tan poco halagador como el libro lo hace ver. Brewster añade que el también leyó el capítulo de los negocios con Swanson, y declaró que Page estaba complacida con esa parte de su historia.
En 1997, e! "True Hollywood Story" mostró un capítulo dedicado a Page llamado "Bettie Page: De pinup a Reina del sexo".
En una entrevista a finales de los 1990, Page dijo que no permitiría fotos actuales de ella, por preocupaciones en torno a su peso. De todas formas, en 1997, Page cambió de parecer y aceptó conceder una entrevista televisiva al ya mencionado canal "E!", con la condición de que la localización de la entrevista y su cara no fueran mostradas, siendo mostrada con su cara y vestido alterados electrónicamente. En 2003, Page permitió que una foto publicitaria fuera tomada para le edición de agosto de la revista Playboy. En 2006, en Los Angeles Times se difundió un artículo titulado "Una era dorada para el pinup", cubriendo una sesión de autógrafos en su compañía de publicidad, CMG Worldwide.
Nuevamente, declinó ser fotografiada, diciendo que quería ser recordada como era en el culmen de su carrera.
En una entrevista para la revista Playboy, en 1998, comentó sobre su carrera:
"Nunca pensé que fuera una vergüenza. Me sentía normal. Era mucho mejor que estar tecleando ocho horas diarias en una máquina de escribir, lo que se vuelve monótono".
En los últimos años, había contratado a una firma para ayudarla a recuperar algunas de las ganancias hechas sobre la base de su imagen.
De acuerdo a MTV, "El peinado y vestimenta de Katy Perry; El libro "Sex" de Madonna y su fascinación con el bondage; La obsesión de Rihanna con el cuero y el encaje; Uma Thurman en "Pulp Fiction", el sitio "Suicide Girls", las Pussycat Dolls, la carrera de Dita Von Teese" no hubieran sido posibles sin Page.

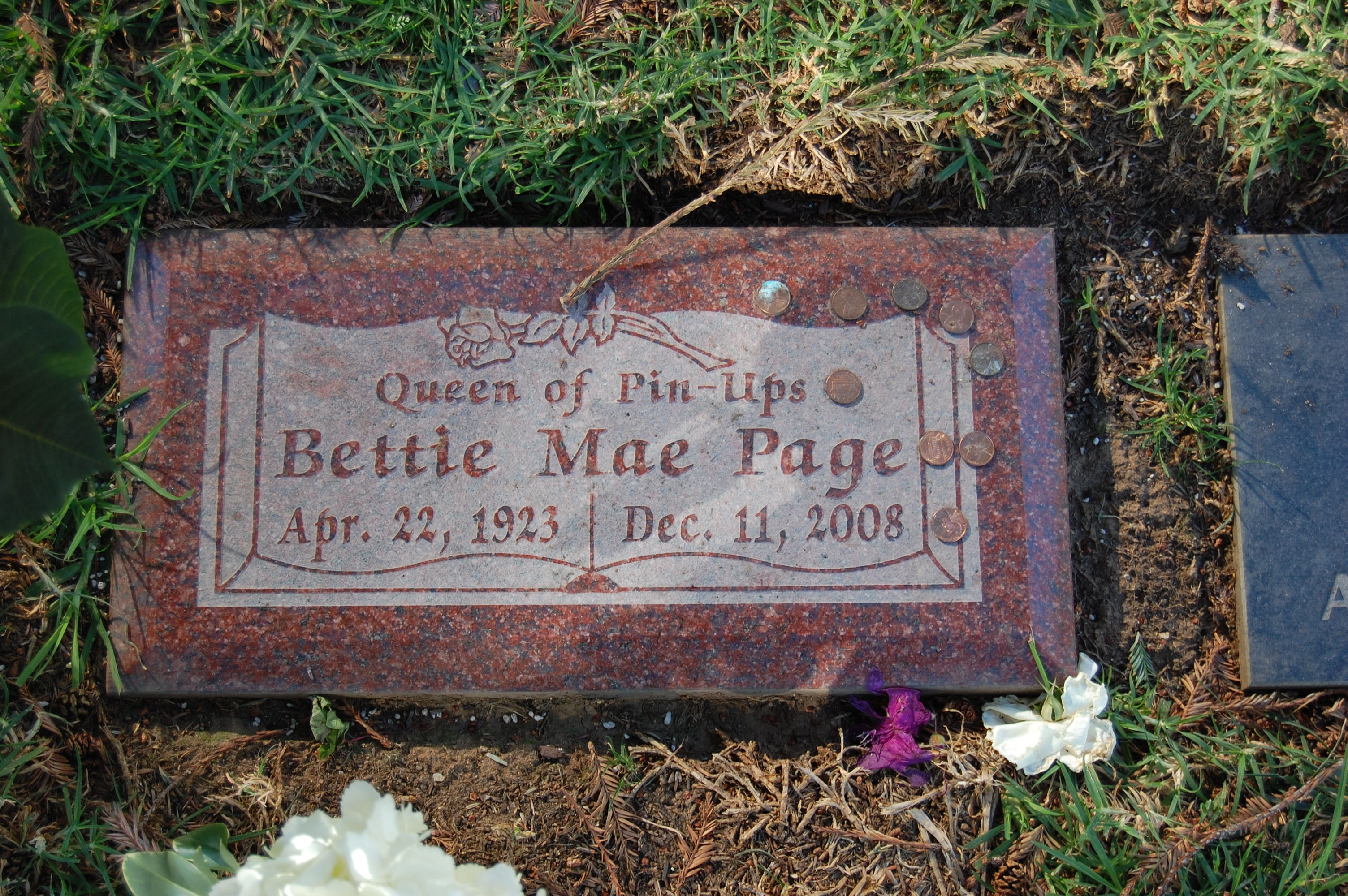
Tumba de Bettie Page.

Existen rumores de que los desarrolladores del juego "Los Sims 3" se inspiraron en ella para crear la apariencia del personaje de Agnes Culoprieto. A excepción del color de cabello (Bettie es morena y Agnes rubia), el corte es el mismo y la forma de la cara al igual que sus rasgos muestran un enorme parecido con la modelo.
En 2005 se estrenó la película "The Notorious Bettie Paige", biopic adaptado, dirigida por Mary Harron y producida por la Cadena HBO. El papel protagónico recayó en la actriz Gretchen Mol.
Bettie Page murió el 11 de diciembre de 2008 debido a una neumonía, en un hospital de Los Ángeles. Tenía 85 años de edad. Sufrió un ataque cardíaco una semana antes y no recuperó la conciencia. Su popularidad como un ícono underground y fenómeno de los placeres culpables ha continuado a pesar del hecho de que Page desapareció de la escena pública a finales de los años 1950, haciendo creer a muchos que uno de los personajes más fotografiados del siglo XX estaba ya muerto.